# Tamina Snuka
Sarona Moana Marie Reiher Snuka-Polamalu (Vancouver, Washington, 10 de enero de 1978) es una luchadora profesional estadounidense. Es conocida por su paso en la empresa estadounidense WWE, donde se presentaba bajo el nombre de Tamina. 
Entre sus logros destaca haber sido nueve veces Campeona 24/7 y una vez Campeona Femenina en Parejas con Natalya. Su carrera también resalta por haber sido una de las luchadoras en participar en los primeros combates femeninos de Money in the Bank, Royal Rumble, la lucha inaugural por los restablecidos Campeonatos Femeninos en Parejas de WWE, y el primer evento exclusivo de mujeres en WWE. Snuka es una luchadora de segunda generación al ser hija de Jimmy Snuka, miembro del Salón de la Fama de la WWE.

## Biografía y carrera

### Infancia, matrimonio e inicios (1978-2003, 2009)
Sarona Moana Marie Reiher Snuka-Polamalu nació el 10 de enero de 1978 en Vancouver, Washington, Estados Unidos. Su padre fue el luchador Jimmy Snuka y su madre Sharon Snuka. Tiene tres hermanos, dos hermanas llamadas Liana y Ata Snuka, ambas hijas de Sharon, aunque Ata no es hija biológica de Jimmy según el libro Superfly: The Jimmy Snuka Story, y un hermano llamado James Wiley Smith Thomas Reiher Snuka, quien también se convertiría en luchador y sería conocido como Deuce y Sim Snuka. Cuenta con ascendencia mixta teniendo raíces japonesas, fiyianas y samoanas.
En 1995 se casaría con Brandon Polamalu, matrimonio que duraría ocho años y del cual nacerían sus dos hijas, Male´Ata/Maleata y Milaneta. Ambos se divorciarían en el año 2003.
Opto por comenzar su carrera como luchadora profesional después de divorciarse. Se involucro por primera vez en este deporte cuando recibió la «Beca Lia Maivia» en 2009 para comenzar a entrenar en el «Centro de entrenamiento Wild Samoan» fundado por Afa Anoa'i (exluchador de WWE en la etapa donde se le conocía como WWF, World Wrestling Federation, y miembro de la familia de luchadores Anoa'i) ubicado en Minneola, Florida. Hizo su debut el 26 de septiembre en la promoción independiente World Xtreme Wrestling (WXW), propiedad de Afa también fundada por el.

### World Wrestling Entertainment/WWE

#### Florida Championship Wrestling (2009-2010)
En 2009 participó en un tryout (en español y dentro de este deporte, prueba física para conocer habilidades atléticas) para la entonces conocida como World Wrestling Entertainment (hoy WWE), teniendo además un combate de prueba durante las grabaciones de SmackDown del 20 de diciembre, para que más tarde se anunciaría su contratación por la empresa el 26 de diciembre de ese mismo año.
Su primer combate dentro de la compañía fue el 6 de marzo de 2010 en el entonces territorio de desarrollo conocido como Florida Championship Wrestling (FCW) en una lucha por equipos, en la cual se presentó con el nombre, Sarona Snuka, y fue derrotada junto a Liviana por Courtney Taylor y Aksana. Su debut oficial fue pactado para el 19 de marzo en un evento de FCW llevado a cabo en Plant City, Florida.

#### Varias alianzas (2010-2011)

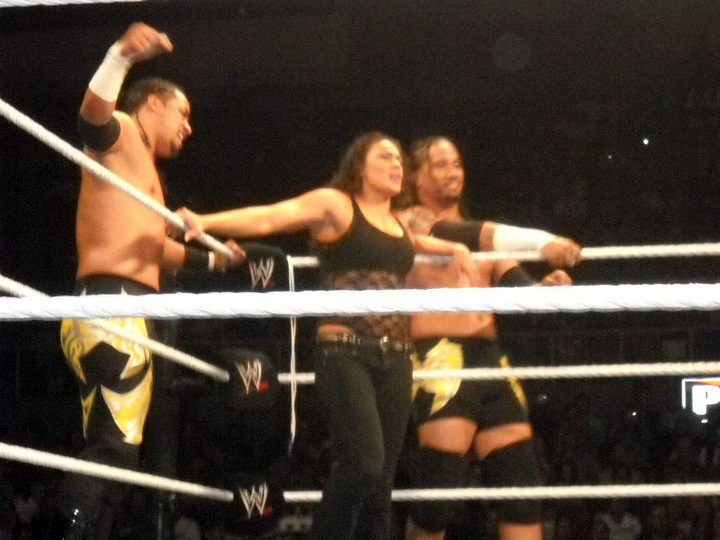
Snuka junto a The Usos en 2010.

En el episodio de Raw del 24 de mayo de 2010, The Usos y Reiher (usando el nombre de Tamina) debutaron en el plantel principal como heels atacando a los Campeones Unificados en Parejas, The Hart Dynasty (Tyson Kidd & David Hart Smith) y su mánager, Natalya. Los tres tuvieron su primer combate en un PPV, perdiendo ante The Hart Dynasty en Fatal 4-Way. Después se enfentó a Natalya el 21 de junio en Raw, en la que no hubo ganador después de la interferencia de The Nexus.
El 26 de julio participó por primera vez dentro de la División de Divas, haciendo equipo con Alicia Fox y Jillian Hall derrotando a Natalya, Gail Kim y Eve Torres. El 27 de septiembre en Raw participó en un Battle Royal por ser la nueva contendiente al Campeonato de las Divas de LayCool, pero fue eliminada por Eve Torres. Más tarde, comenzó a mostrar interés en Santino Marella, alejándose poco a poco de The Usos e iniciando una relación amorosa con él (kayfabe), cambiando a face.
El 13 de diciembre en Raw, fue parte de un battle royal para nombrar a la Diva del Año, pero el combate fue ganado por Michelle McCool. El resto del tiempo estuvo acompañando a Santino Marella y teniendo luchas en parejas mixtas contra Maryse y Ted DiBiase, a quienes derrotaron el 20 de diciembre en Raw.
El 2 de febrero en Superstars, Tamina compitió en su primer combate individual entero, perdiendo ante Melina. En Elimination Chamber acompañó a Santino Marella y Vladimir Kozlov en su combate por los Campeonatos en Parejas, pero no lograron ganar. El 28 de febrero en Raw participó en un battle royal para ser la contendiente #1 al Campeonato de las Divas, sin embargo fue eliminada por Melina. El 26 de abril, Tamina fue mandada a la marca SmackDown como parte del Draft Suplementario de 2011, separándose de Santino Marella.
En la edición de SmackDown del 27 de mayo de 2011, Tamina apareció como heel haciendo equipo con Alicia Fox para derrotar a Kaitlyn y la debutante AJ Lee Tras esto, tuvieron varios enfrentamientos con Kaitlyn & AJ, tanto de parejas como luchas individuales, en donde también estuvieron acompañadas por Rosa Mendes. El 1 de agosto en Raw participó en un battle royal por ser aspirante #1 al título de las divas, pero fue ganado por Beth Phoenix. El 31 de octubre en Raw participó en un Halloween Divas Battle Royal, pero fue eliminada por Kaitlyn. El 8 de noviembre en NXT comenzaría una relación amorosa con JTG, acompañandole a sus luchas. En Survivor Series ejerció como leñadora entre la lucha de Eve Torres vs Beth Phoenix.

#### Luchas por el Campeonato de Divas (2011-2013)
El 30 de diciembre de 2011 en Smackdown, cambió a face después de atacar a Natalya en un combate contra Alicia Fox y Kaitlyn.
A principios de 2012, tuvo varios combates contra Natalya, derrotándola en todos ellos. En Royal Rumble, se enfrentó junto a Kelly Kelly, Eve Torres & Alicia Fox a Beth Phoenix, The Bella Twins & Natalya, siendo derrotadas. Sin embargo, su equipo ganó la revancha el 6 de febrero en Raw después de que Tamina cubriera a Brie Bella. En el episodio del 10 de febrero de SmackDown, Tamina salvó a Alicia Fox de un ataque de Beth Phoenix. Tras esto, se le otorgó una oportunidad por el Campeonato de Divas de Phoenix, lo que las llevó a un combate por el título en Elimination Chamber, pero fue derrotada. En Money in the Bank derrotó junto a Kaitlyn & Layla a Beth Phoenix, Eve Torres & Natalya. El 20 de agosto en Raw participó en un battle royal por ser la contendiente #1 al Campeonato de las Divas, sin embargo fue eliminada por Kaitlyn. Durante el combate sufrió una lesión en la espalda. 
Tras tres meses sin actividad, hizo su regreso el 18 de noviembre en Survivor Series como heel atacando a AJ Lee en defensa de Vickie Guerrero. Posteriormente ambas se enfrentaron el 3 de diciembre en Raw, donde salió derrotada vía roll-up. En el pre-show de TLC participó en un battle royal para ser contendiente #1 al Campeonato de las Divas, pero no logró ganar siendo eliminada por Kaitlyn.
En enero de 2013 tuvo un feudo titular con Kaitlyn en torno al Campeonato de las Divas que esta recién había ganado y poco después Vickie Guerrero la nombró aspirante al título. El 17 de febrero en Elimination Chamber, luchó contra Kaitlyn por el Campeonato de Divas pero salió derrotada. El 22 de abril en Raw participó en un battle royal por ser la contediente #1 al Campeonato de las Divas, pero fue eliminada por Layla. El 5 de junio episodio de NXT, Snuka fue derrotada por Paige en la primera ronda de un torneo para coronar a la Campeona Femenina de NXT. Tras esto, estuvo ausente de la WWE.

#### Guardaespaldas de AJ Lee (2013-2014)
A su regreso en septiembre, se alió con la Campeona de Divas AJ Lee reemplazando a Big E. Langston como su guardaespaldas. Durante ese tiempo, en octubre AJ y Tamina comenzaron un feudo con The Bella Twins, teniendo varios combates semanales y acompañándola en sus luchas titulares, provocando distracciones para ayudar a AJ Lee a retener el título. En Survivor Series, formó parte del equipo True Divas (AJ Lee, Kaitlyn, Aksana, Rosa Mendes, Summer Rae, Alicia Fox y Tamina) donde su equipo salió derrotado por el equipo de Total Divas (The Bella Twins, Natalya, Naomi, Cameron, JoJo y Eva Marie), tanto en el evento como en la revancha del día 25 de noviembre en Raw. En diciembre, AJ y Tamina tuvieron un feudo con Natalya.

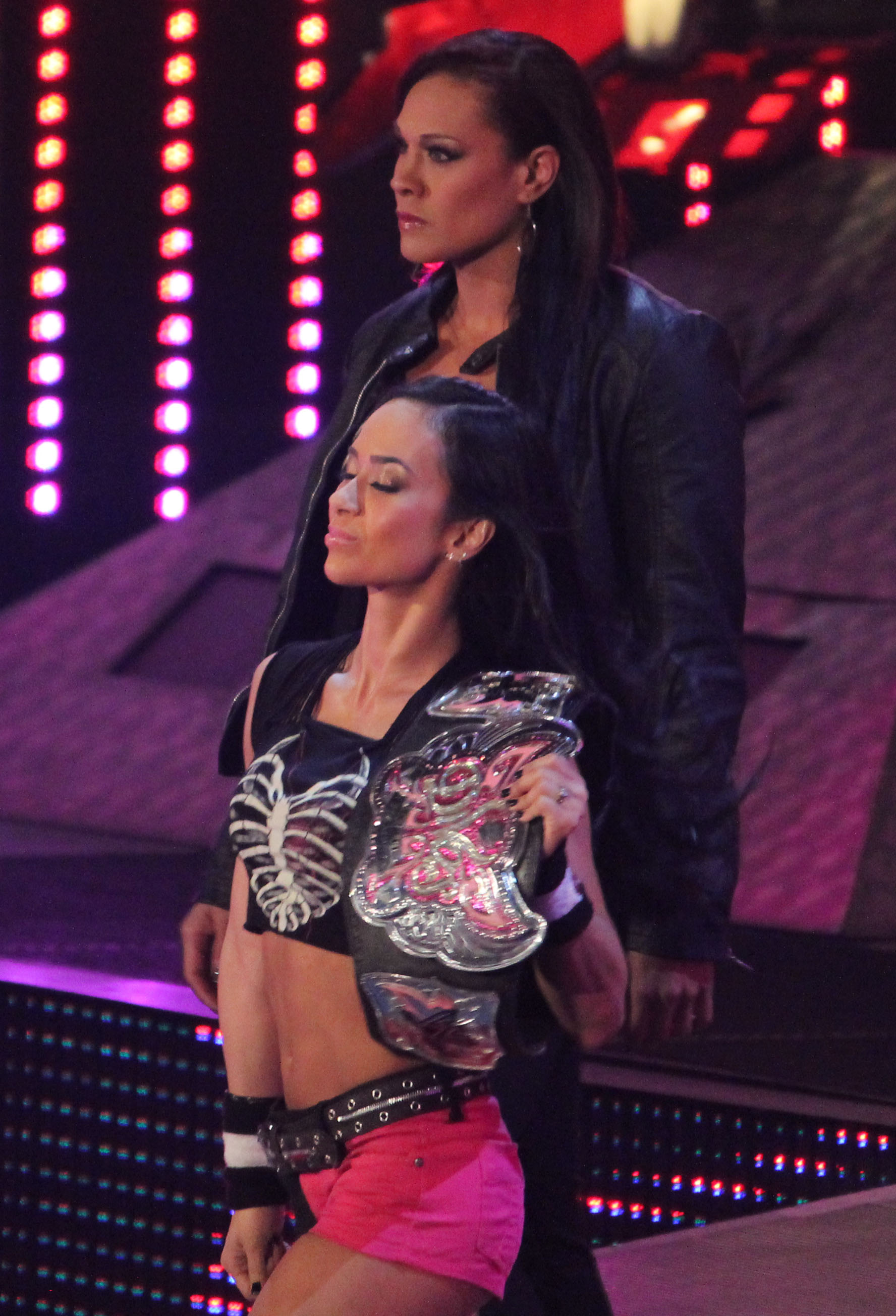
Tamina junto a AJ Lee en 2014.

El 8 de enero en Main Event, atacó a Kaitlyn quien hizo su última aparición en la WWE luchando contra AJ Lee con una "Superkick". En las últimas semanas de enero y en el mes de febrero y marzo empezó un feudo junto con AJ Lee con The Funkadactyls (Naomi y Cameron) teniendo varios combates semanales contra estas. En la edición del 24 de marzo de Raw, Vickie Guerrero anunció que Tamina sería una de las 13 divas que desafiarían por el Campeonato de Divas de AJ en WrestleMania XXX. El 26 de marzo en Main Event, Tamina compitió en un combate de equipos de 10 divas donde ella cubrió a Naomi para ganar por su equipo. Después de la lucha, AJ la abrazó pero Tamina solo la miró fijamente para mostrar más disensiones entre las dos. Tamina y AJ se enfrentaron a The Bella Twins en la edición del 28 de marzo de Smackdown. Durante el combate, Tamina empujó a AJ fuera del esquinero y le dio el relevo solo para ser cubierta por Brie. A pesar de ello, apareció con AJ en la siguiente edición de Raw. En WrestleMania XXX, Tamina no logró capturar el título de AJ siendo ésta la ganadora. La noche siguiente en Raw, Tamina estaba en el ringside cuando AJ perdió su título ante la debutante Paige.
En la edición del 15 de abril de Main Event, Tamina ganó una Battle Royal de divas para convertirse en la contendiente #1 al Campeonato de Divas de Paige. El 4 de mayo en Extreme Rules se enfrentó a la campeona de Divas Paige por el título, sin embargo no logró ganar. El 4 de junio se informó que Tamina estaría un tiempo fuera debido a una cirugía de rodilla.

#### Team B.A.D. (2015-2016)
Tras 10 meses fuera de acción, el 14 de abril de 2015 hizo su regreso al ring durante un House Show haciendo equipo con Rosa Mendes y Cameron perdiendo frente a Natalya, Layla y Emma.
El 4 de mayo en RAW hizo su regreso televisivo, junto con su prima Naomi, atacaron a The Bella Twins, incluyéndola así en el feudo.
En Raw el 11 de mayo derrotó a Brie Bella en una lucha individual siendo su primera victoria tras su regreso. En Payback junto con Naomi derrotaron a The Bella Twins en una lucha por equipos. El 15 de junio rechazo la oferta de Paige en formar una alianza junto con las demás Divas (Summer Rae, Emma, Rosa Mendes, Layla, Alicia Fox y Naomi) para que la acompañaran en su lucha en desventaja contra The Bella Twins 
El 5 de julio en un especial llamado WWE Beast in the East se enfrentó a Paige y Nikki Bella por el WWE Divas Championship, pero ganó esta última.
El 13 de julio en Raw, Snuka y Naomi se aliaron con Sasha Banks posteriormente denominando esta unión como Team BAD (Beautiful And Dangerous) comenzando un feudo contra el Team Bella y Team Paige. 
El 19 de julio en Battleground apareció junto a Naomi en la lucha de Sasha Banks, Brie Bella y Charlotte.
En SummerSlam se enfrentaron al Team PCB y al Team Bella, en un Elimination Tag Team Macht, pero fueron derrotadas, siendo las primeras eliminadas.
En semanas posteriores se enfrentaron al Team Bella y Team PCB ganando la mayoría con el primero antes mencionado y perdiendo la mayoría con este último. El 31 de octubre en Smackdown atacaron a Natalya, teniendo un pequeño feudo con ella. Posteriormente, durante los meses de noviembre y diciembre tuvieron una racha de victorias tanto contra Natalya como contra Alicia Fox & Brie Bella.
El 1 de febrero de 2016, en Raw, Naomi y Tamina traicionaron a Sasha Banks al atacarla durante un combate contra Becky Lynch, disolviendo así su alianza con ella. La semana siguiente en Raw, Tamina (acompañada por Naomi) derrotó a Lynch, donde Banks estaba de comentarista especial, esto después de que Lynch se distrajera con Naomi y Banks peleando fuera del ring. El 21 de febrero en Fastlane Naomi y Tamina fueron derrotadas por Sasha Banks y Becky Lynch en un combate por equipos. El 14 de marzo en Raw se aliaron con Lana,  atacando a Brie Bella y Alicia Fox, y más tarde confrontando a Paige en el backstage. La rivalidad entre Lana y Brie Bella se extendió a tal punto de formar dos equipos el Team Total Divas (Brie Bella, Alicia Fox, Paige & Natalya) contra el Team B.A.D and Blonde (Lana, Naomi, Tamina, Emma y Summer Rae). En WrestleMania 32, el Team Total Divas venció al Team B.A.D & Blonde. Al día siguiente en Raw, estuvo presente junto a Naomi y el resto de las luchadoras al acto ceremonial del nuevo Campeonato Femenino de WWE pero abandonó el ring debido a los comentarios de Charlotte. El 5 de mayo sufrió una lesión, quedando inactiva.

#### Alianza con Lana (2017-2018)
El 19 de febrero, hizo su regreso en un evento en vivo de SmackDown Live, haciendo equipo con Natalya derrotando a Alexa Bliss y Carmella. El 11 de abril hizo su regreso en televisión siendo enviada a SmackDown Live como resultado del WWE Superstar Shake-up. El 25 de abril, formó un stable con Natalya, Carmella y su acompañante James Ellsworth, atacando a Charlotte Flair y exigiendo oportunidades para ellas. La semana siguiente volvieron a atacar a Charlotte y esta vez también a Naomi y Becky Lynch, haciéndose llamar «The Welcoming Committee». El 18 de junio Snuka participó en el primer combate Money in the Bank Ladder Match femenil en el cual se enfrentó a Natalya, Charlotte Flair, Carmella y Becky Lynch, en el cual Carmella salió ganadora por la ayuda de James Ellsworth. El 20 de junio, Tamina junto a las demás participantes decidieron quejarse con Shane McMahon porque el que descolgó el maletín fue James y no Carmella, llevándose la revancha una semana después en el evento principal de SmackDown Live!, la revancha fue ganada por Carmella sin ayuda de James. En Battleground, se enfrentó a Lana, Charlotte Flair, Becky Lynch y Natalya para ser la contrincante #1 de Naomi, sin embargo fue eliminada por Becky, y la lucha fue ganada por Natalya. Las semanas siguientes Tamina comenzó a tener ángulos con Lana donde se ve que Tamina estaba molesta porque siempre perdía y Lana le ofreció ser su mánager para llevarla a la cima de la división femenil, lo cual Tamina aceptó.
En el episodio de SmackDown del 29 de agosto, Tamina, acompañada por Lana, derrotó fácilmente a una Jobber local. En el episodio de SmackDown del 19 de septiembre Tamina participó en un Fatal 4-Way que incluía también Becky Lynch, Charlotte Flair y Naomi para determinar la contendiente #1 al Campeonato Femenino de SmackDown de Natalya, pero la lucha la ganó Charlotte. El 19 de noviembre, en Survivor Series, Tamina formó parte del Team Smackdown junto a Natalya, Becky, Carmella y Naomi, donde Tamina logró eliminar a Bayley para después ser eliminada por Asuka, donde la cual esta última se llevó la victoria para Raw.
En Royal Rumble participó en el primer Women's Royal Rumble Match, entrando como número 7 y siendo eliminada por Lita. En febrero Tamina reveló haberse lesionado el hombro, lo que la dejaría tiempo inactiva.

#### Equipo con Nia Jax (2018-2019)
Regresó el 15 de octubre, cambiando de marca a Raw, en una lucha con Dana Brooke perdiendo ante Nia Jax y Ember Moon. En Evolution participó en un battle royal por una oportunidad titular, pero fue una de las últimas eliminadas por Ember Moon. El 5 de noviembre hizo que Nia Jax cambiara a heel atacando a Ember Moon, formando ambas una alianza. En Survivor Series formó parte del Team RAW que derrotó al Team SmackDown. Durante la lucha eliminó a Naomi, antes de ser eliminada por Carmella. Tras el evento y en diciembre, acompañó a Nia Jax en su feudo contra Ronda Rousey.

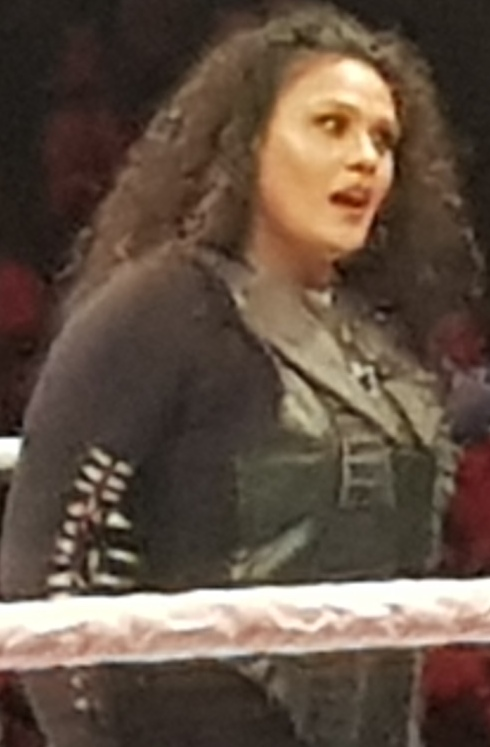
Snuka en 2019.

En Royal Rumble participó en el Women's Royal Rumble Match entrando como número 10, en donde logró eliminar a Mickie James, pero fue eliminada por Charlotte Flair. Al día siguiente en RAW, Tamina y Nia Jax derrotaron a Alexa Bliss y Mickie James para clasificar a la lucha por los nuevos Campeonatos femeninos en pareja de la WWE en el PPV Elimination Chamber. El 17 de febrero en Elimination Chamber, participaron en el Elimination Chamber Match por los Campeonatos, sin embargo fueron eliminadas en un esfuerzo conjunto por Mandy Rose & Sonya Deville y Sasha Banks & Bayley. Tras esto, Jax y Tamina comenzaron un feudo con las nuevas Campeonas por Parejas Sasha Banks y Bayley. En Fastlane se enfrentaron a ellas por los títulos, pero salieron derrotadas. Tras la lucha atacaron a Beth Phoenix y Natalya, con quienes tuvieron varias confrontaciones las semanas posteriores. En WrestleMania 35 junto con Nia Jax se enfrentaron a Beth Phoenix & Natalya, Sasha Banks & Bayley y The IIconics (Billie Kay y Peyton Royce) por los Campeonatos Femeninos en Parejas, pero el combate fue ganado por estas últimas. Poco después Jax quedó lesionada, por lo que Tamina volvió a competir individualmente.
El 6 de octubre en Hell In A Cell, derrotó a Carmella en el backstage ganando el Campeonato 24/7. Sin embargo, lo perdió más tarde ante R-Truth. El 13 de octubre se anunció que Tamina formaría parte de SmackDown debido al Draft.

#### Equipo con Natalya (2020-2021)
En Royal Rumble participó en el Women's Royal Rumble Match entrando como número #14, pero fue eliminada por Bianca Belair. El 20 de marzo en SmackDown, Paige le anunció a Bayley que Tamina sería una de sus rivales en su lucha por el Campeonato Femenino de SmackDown. Durante los siguientes dos episodios de SmackDown, Bayley y Sasha Banks intentaron formar una alianza con Tamina, pero ella se negó y en respuesta las atacó. En WrestleMania 36 se enfrentó a Lacey Evans, Naomi, Sasha Banks y Bayley por el Campeonato Femenino de SmackDown, pero fue eliminada de la lucha por todas las participantes. El 17 de abril en SmackDown derrotó a Sasha Banks convirtiéndose en la retadora #1 al Campeonato Femenino de Bayley, comenzando un feudo con ella y con Banks, y cambiando a face. Durante las siguientes semanas tuvo varios confrontaciones con ellas, siendo apoyada por Lacey Evans. En Money in the Bank se enfrentó a Bayley por el Campeonato Femenino de SmackDown, pero fue derrotada. 
El 14 de agosto participó en una battle royal en donde la ganadora tendría una oportunidad por el Campeonato Femenino de Smackdown de Bayley, pero no logró ganar, siendo eliminada por Bianca Belair. El 11 de septiembre, participó en una Fatal 4-Way por una oportunidad por el título de SmackDown, en donde se enfrentó a Nikki Cross, Alexa Bliss y Lacey Evans, pero no logró ganar siendo Cross la ganadora. El 12 de octubre en Raw, participó en una Interbrand 14-Women's Battle Royal Match, por una oportunidad al Campeonato Femenino de Raw de Asuka, sin embargo fue la primera eliminada por Nia Jax. Esa misma semana, como parte del Draft Suplementario, permaneció en SmackDown. En el SmackDown del 13 de noviembre, se enfrentó a Natalya, Chelsea Green y Liv Morgan en una Fatal-4 Way Match para clasificar al Team SmackDown, sin embargo perdió, la siguiente semana en SmackDown, se enfrentó a Natalya en un Last Chance Match para clasificar al Team SmackDown, sin embargo perdió. En diciembre, Billie Kay intentó formar un equipo con Natalya y Tamina, pero ellas la rechazaron.
A principios del 2021, formó un nuevo equipo con Natalya, teniendo un feudo con The Riott Squad (Ruby Riott y Liv Morgan) y Billie Kay, volviendo nuevamente a heel. En el programa de WWE Backstage del 30 de enero, se enfrentó a Natalya, en un combate donde la ganadora entraría de #30 en el Women's Royal Rumble Match, sin embargo, perdió. En Royal Rumble participó en el Women's Royal Rumble Match entrando como número #25, pero fue eliminada por Nia Jax y Shayna Baszler. En la primera noche de WrestleMania 37, junto a Natalya, participaron en la Tag Team Turmoil Match entrando de #5, eliminando por últimas a The Riott Squad (Liv Morgan & Ruby Riott) y ganaron la oportunidad por los Campeonatos Femeninos en Parejas de la WWE de Nia Jax & Shayna Baszler para la segunda noche de WrestleMania 37, sin embargo, no lograron ganar. Tras esto, Natalya y Tamina tuvieron una serie de victorias tanto en equipo como individualmente en los programas semanales de SmackDown. 
Finalmente, el 14 de mayo en SmackDown, Tamina y Natalya derrotaron a Nia Jax y Shayna Baszler, ganando así los Campeonatos Femeninos en Parejas. La semana siguiente en Raw, tuvieron su primera defensa exitosa ante las mismas pese a las interferencias de Reggie. El 24 de mayo volvieron a retener los títulos ante Jax y Baszler en el combate estelar de Raw. Tras esto, comenzaron un feudo con Mandy Rose y Dana Brooke, teniendo varias confrontaciones en el backstage durante Raw, y acompañando a Natalya a su lucha contra Rose en Hell in a Cell, donde salió victoriosa. En Money in the Bank, se enfrentó a Alexa Bliss, Asuka, Naomi, Nikki A.S.H., Liv Morgan, Zelina Vega y Natalya en el Women's Money In The Bank Ladder Match, sin embargo perdió. El 26 de julio en Raw durante una lucha contra Eva Marie y Doudrop, Natalya se lesionó el tobillo, somentiendosé a cirugía y quedando inactiva por tres semanas, por lo que Tamina pasó a luchar individualmente durante la siguiente semana. A lo largo de verano, tendrían una serie de combates contra las debutantes Shotzi Blackheart y Tegan Nox, en donde estas últimas consiguieron una oportunidad titular tras derrotarlas el 20 de agosto en SmackDown. No obstante, el 20 de septiembre en Raw perdieron los Campeonatos Femeninos en Parejas contra Nikki A.S.H. y Rhea Ripley, tras 129 días de reinado. Tuvieron su revancha por los títulos el 4 de octubre en Raw, pero fueron derrotadas.  
Ese mismo día fue elegida para pertenecer a Raw debido al Draft 2021, separándose de Natalya, quien fue enviada a SmackDown. 

#### Varias rivalidades (2021-2024)
En el episodio del 9 de diciembre en Main Event se enfrentó a Dana Brooke por el Campeonato 24/7, pero fue derrotada. Durante las siguientes semanas estuvo intentando capturar el Campeonato 24/7 de Brooke junto a R-Truth y Akira Tozawa.
El 3 de enero en Raw, Tamina formó equipo con Akira Tozawa enfrentándose a Dana Brooke y Reggie por el Campeonato 24/7, saliendo nuevamente derrotados. En Royal Rumble participó en el Women's Royal Rumble Match entrando como número #3, pero fue eliminada por Natalya. Tras esto, Akira Tozawa estuvo intentando seducir a Tamina ayudándola a conseguir el Campeonato 24/7, pero esta lo rechazo, hasta que el 28 de febrero en Raw ambos se besaron tras perder un combate en parejas mixtas. La semana siguiente, en compañía de Tozawa, se enfrentó a Dana Brooke una vez más por el título, pero fue derrotada vía roll-up. El 28 de marzo en Raw, Tozawa le propuso matrimonio y ella aceptó. El 18 de abril durante la boda en pleno Raw, ganó por segunda vez el Campeonato 24/7 tras cubrir a Reggie, sin embargo lo perdió segundos más tarde al ser traicionada por Tozawa. Tras esto, le pidió los papales de divorcio a Tozawa. El 30 de mayo en Raw, Tamina consiguió por tercera vez el título al cubrir a Brooke, pero en cuestión de segundos Tozawa se lo arrebató con un Roll-up.
El 24 de junio en SmackDown, Tamina se enfrentó a Shotzi Blackheart en una lucha clasificatoria al Money in the Bank Ladder Match, siendo derrotada. El 18 de julio en Raw, durante una lucha por equipos junto a Nikki A.S.H. y Doudrop, logró cubrir a esta última para ganar por cuarta vez en Campeonato 24/7, pero lo perdió al instante contra una de sus oponentes, Dana Brooke. Sin embargo, poco después se alió con ella para participar en el torneo para coronar a las nuevas Campeonas Femeninas en Parejas, pero fueron derrotadas por Iyo Sky y Dakota Kai el 8 de agosto en Raw en la primera ronda. 
En el WWE Live celebrado en Monterrey, México el 29 de octubre, se enfrentó a Dana Brooke y a Nikki Cross por el Campeonato 24/7, sin embargo perdió, pero después del combate, cubrió a Cross hasta la cuenta de 3, ganando por séptima ocasión el título, sin embargo fue cubierta por Brooke para la cuenta de 3, perdiendo el título. a la noche siguiente en el WWE Live celebrado en Ciudad de México, México, cubrió a Nikki Cross hasta la cuenta de 3 ganando el Campeonato 24/7 por octava ocasión, sin embargo fue cubierta por Dana Brooke, perdiendo el título.
En Royal Rumble, participó en la Women's Royal Rumble Match, ingresando de #19, sin embargo fue eliminada por Michelle McCool, durando 11 minutos y 58 segundos. Semanas después en el Main Event emitido el 23 de febrero, junto a Dana Brooke fueron derrotadas por Candice LeRae & "Michin" Mia Yim, y a la siguiente semana en el Main Event emitido el 2 de marzo, fue derrotada por "Michin" Mia Yim.

## Otros medios

### Videojuegos
Tamina ha aparecido en videojuegos de la WWE, entre ellos están:
| Año  | Juego                  | Notas                      | Marca           |
| ---- | ---------------------- | -------------------------- | --------------- |
| 2014 | WWE SuperCard WWE 2K15 | Debut                      | Raw             |
| 2015 | WWE 2K16               |                            | Raw             |
| 2016 | WWE 2K17               |                            | SmackDown Live! |
| 2017 | WWE 2K18               |                            | SmackDown Live! |
| 2018 | WWE 2K19               |                            | SmackDown Live! |
| 2019 | WWE 2K20               |                            | Raw             |
| 2020 | WWE 2K: Battlegrounds  | como personaje descargable |                 |
| 2022 | WWE 2K22               |                            | Raw             |

## Campeonatos y logros
- WWE
  - WWE 24/7 Championship (9 veces)
  - WWE Women's Tag Team Championship (1 vez) – con Natalya
- Pro Wrestling Illustrated
  - Situada en el puesto N°19 en el PWI Female 50 en 2012[47]
  - Situada en el Nº117 en el PWI Female 150 en 2021
  - Situada en el Nº46 en el PWI Tag Team 50 en 2021 junto a Natalya.[48]
- Wrestling Observer Newsletter
  - Peor feudo del año (2015) – Team PCB vs. Team B.A.D. vs. Team Bella[49]
  - Peor lucha del año (2013) con AJ Lee, Alicia Fox, Kaitlyn, Aksana, Rosa Mendes & Summer Rae vs. Brie Bella, Nikki Bella, Cameron, Naomi, Eva Marie, JoJo & Natalya el 24 de noviembre[50]